# Palais Abensperg-Traun (Weihburggasse)

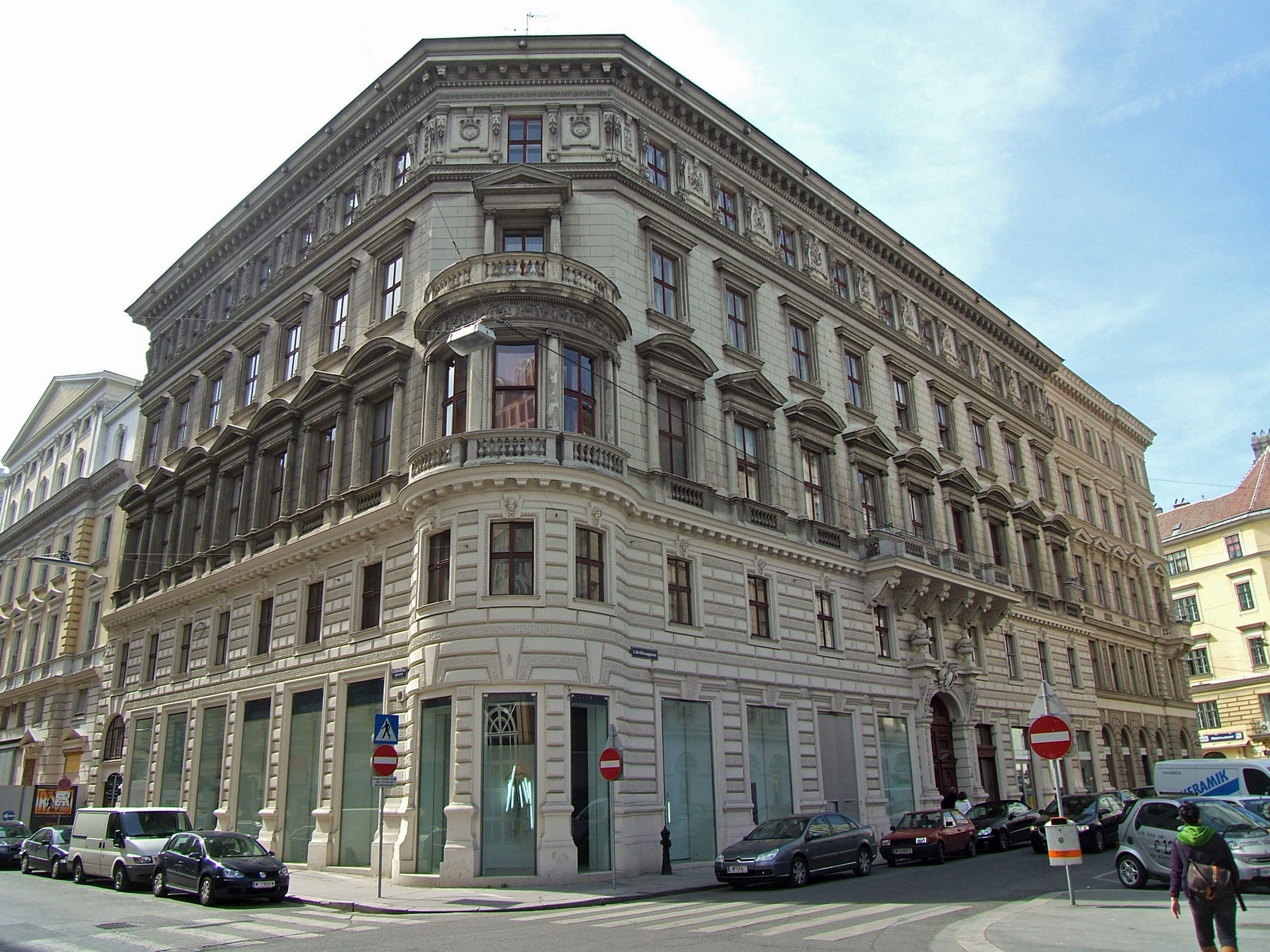
Das Palais Abensperg-Traun in der Weihburggasse 26

Das Palais Abensperg-Traun ist ein Palais im 1. Wiener Gemeindebezirk Innere Stadt an der Ecke Weihburggasse 26 / Schellinggasse 2.

## Geschichte
Hugo Graf Abensperg-Traun ließ auf dem freien Gelände, das nach dem Abbruch der Bastei entstanden war und einige Jahre nicht genutzt wurde, ein Palais errichten. Es wurde in den Jahren 1872 bis 1874 durch den Architekten Ludwig Tischler erbaut.

## Beschreibung

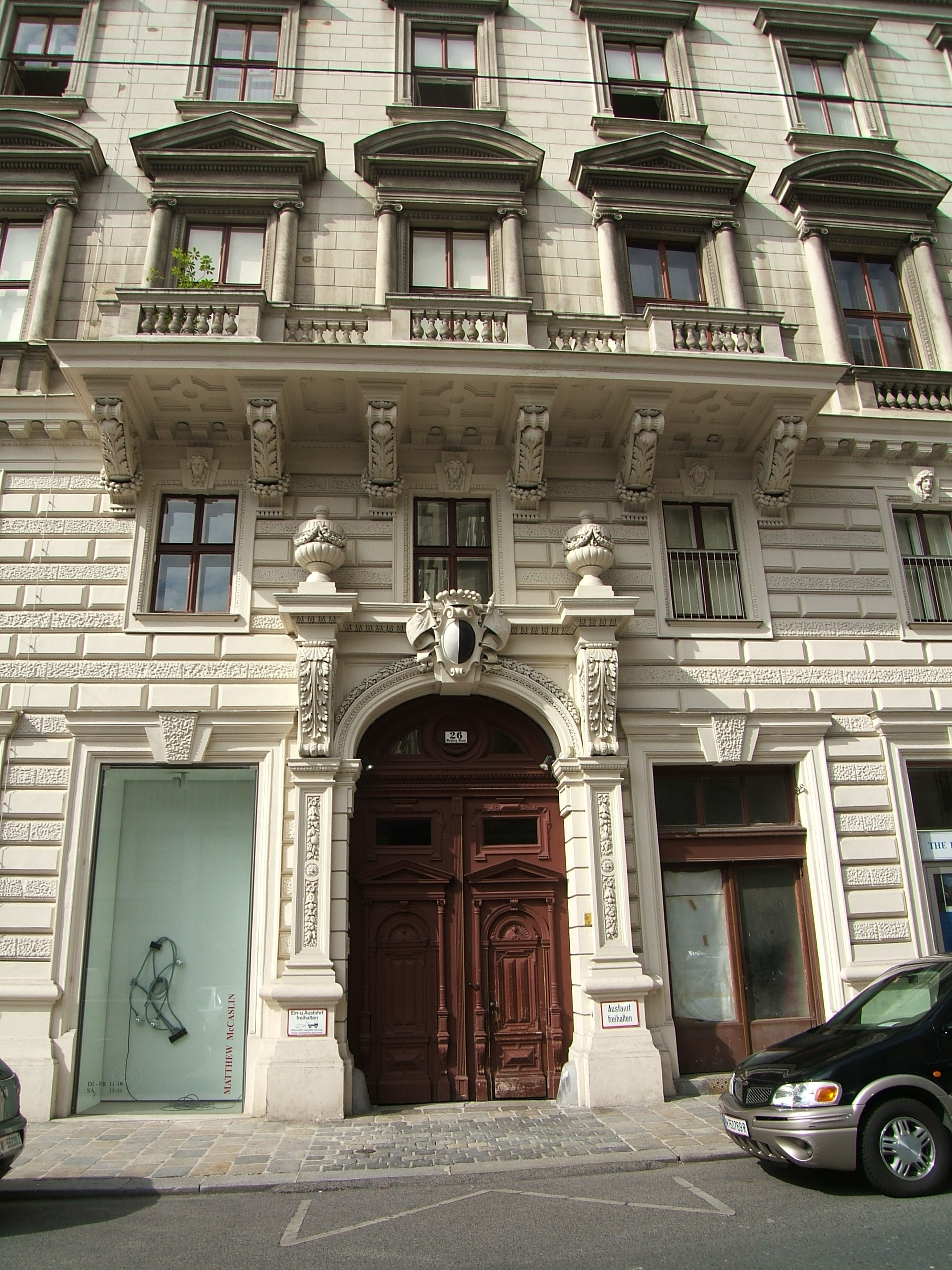
Das Portal in der Weihburggasse

Das Eckpalais im Neo-Renaissancestil ist mit seiner Schaufassade in die Weihburggasse ausgerichtet. Der Ecke ist ein runder Turm vorgesetzt, der bis zum dritten Stock, der Beletage reicht, während die Gebäudekante darüber abgefasst ist. Die beiden unteren Geschoße Erdgeschoß und Mezzanin sind rustiziert und in der Weihburggasse durch ein mächtiges, von seitlichen Pilastern gerahmten Korbbogenportal durchbrochen. Über dem Portal, flankiert von zwei Vasen ist das Wappen der Familie Abensperg-Traun angebracht – eine Kartusche mit Krone, der Länge nach geteilt, halb silbern, halb schwarz. Über dem Portal, in der Beletage, ragt ein Balustraden-Balkon über drei Fensterachsen. Die Balustrade und ein Gesims ist über die gesamte Fassade fortgesetzt und unterstreicht die Beletage. Die Fenster sind abwechselnd mit Dreiecks- und Segmentgiebel versehen, die auf ionischen Dreiviertelsäulen ruhen. Das oberste Stockwerk ist reich mit Stuckornamenten verziert.